# Dos Torres
Dos Torres é um município da Espanha na província de Córdova, comunidade autónoma da Andaluzia. Tem 129,09 km² de área e em 2021 tinha 2 399 habitantes (densidade: 18,6 hab./km²).

## Demografia
| Variação demográfica do município entre 1991 e 2004 | Variação demográfica do município entre 1991 e 2004 | Variação demográfica do município entre 1991 e 2004 | Variação demográfica do município entre 1991 e 2004 |
| --------------------------------------------------- | --------------------------------------------------- | --------------------------------------------------- | --------------------------------------------------- |
| 1991                                                | 1996                                                | 2001                                                | 2004                                                |
| 2518                                                | 2564                                                | 2632                                                | 2609                                                |